# Breddin
Breddin er en by i i landkreis
Ostprignitz-Ruppin i den tyske delstat Brandenburg.
Breddin ligger i den østlige del af landkreisen, mellem byen Havelberg og Neustadt (Dosse). Kommunen hører til Amt Neustadt (Dosse). I nord grænser Breddin an til kommunen Plattenburg (Landkreis Prignitz) og byen Kyritz , mod øst grænser den til Stüdenitz-Schönermark og Zernitz-Lohm I vest danner kommunen grænse til Sachsen-Anhalt, og byen Havelbergs områder.